# Content-Klasse
Die Content-Klasse war eine Klasse von zwei 64-Kanonen-Linienschiffen der französischen Marine, die von Joseph Véronique-Charles Chapelle entworfen wurde und von 1747 bis 1770 in Dienst stand.

## Einheiten
| Name    | Bauwerft          | Bestellung        | Kiellegung  | Stapellauf       | Indienststellung | Verbleib                                                          |
| ------- | ----------------- | ----------------- | ----------- | ---------------- | ---------------- | ----------------------------------------------------------------- |
| Content | Arsenal de Toulon | 9. November 1745  | Januar 1746 | 11. Februar 1747 | Dezember 1747    | Ab Januar 1770 Hulk in Toulon und im Dezember 1793 dort verbrannt |
| Orphée  | Arsenal de Toulon | 18. Dezember 1747 | Januar 1748 | 10. Mai 1749     | 1750             | Im Februar 1758 durch die Royal Navy gekapert                     |

## Technische Beschreibung
Die Klasse war als Batterieschiff mit zwei durchgehenden Geschützdecks konzipiert und hatte eine Länge von 47,43 Metern (Geschützdeck) bzw. 42,23 Metern (Kiel), eine Breite von 12,99 Metern und einen Tiefgang von 6,17 Metern bei einer Verdrängung von 2100 Tonnen. Sie waren Rahsegler mit drei Masten (Fockmast, Großmast und Kreuzmast). Der Rumpf schloss im Heckbereich mit einem Heckspiegel, in den Galerien integriert waren, die in die seitlich angebrachten Seitengalerien mündeten.
Die Bewaffnung der Klasse bestand aus 64 Kanonen.
|        | Unteres Batteriedeck | Oberes Batteriedeck | Backdeck      | Achterdeck    | Kanonen (Geschossgewicht) |
| ------ | -------------------- | ------------------- | ------------- | ------------- | ------------------------- |
| Design | 26 × 24-Pfünder      | 28 × 12-Pfünder     | 2 × 6-Pfünder | 8 × 6-Pfünder | 64 Kanonen (249,65 kg)    |

## Besatzung
Die Besatzung hatte im Frieden eine Stärke von 451 Mann und im Kriegsfall 571 Mann (9 bzw. 11 Offiziere und 440 bzw. 560 Unteroffiziere bzw. Mannschaften).

## Bemerkungen
1. ↑  Bei der Berechnung des Gewichtes einer Breitseite kann es zu Unterschieden kommen, da in der damaligen Zeit ein Pfund, je nach Land, unterschiedliche Gewichtswerte hatte. Das französische Livre hatte z. B. ein Gewicht von 489,506 Gramm während das englische Pound ein Gewicht von 453,592 Gramm hatte.